# Competicions Internacionals de Pilota de 2015
Les competicions internacionals de pilota de 2015 en les quals participa la Selecció Valenciana de Pilota tingueren lloc al Piemont, Canadà, Picardia, Frísia, Argentina i València.

## VII Obert Internacional d'Itàlia de One Wall
El municipi piemontés de Nissa Monfrà acollí els dies 21 i 22 de març del 2015 la tercera competició internacional de l'any de frontó internacional amb clubs del Piemont, Flandes, Frísia, Nova York, Irlanda, Londres, València i una parella local formada per un alemany d'origen turc i un ciutadà marroquí. El combinat valencià estigué representat per María José Giner (número 6 en la classificació europea), Mónica Moya (número 10) i Sacha Kruithof (núm. 16), el qual feu parella per al joc de dobles amb l'italià Massimo Corsi.
De les onze categories en disputa, Itàlia i els EUA se n'emportaren quatre cada un, dos els irlandesos i un els frisons; el millor club del torneig fon el novaiorqués i el millor jugador, Mike Torres, el qual guanyà tant en parella com individualment. Quant als valencians, Sacha d'Orba quedà tercer en la categoria individual A; Maria José de Borbotó, quarta en la primera categoria femenina; Mónica perdé en quarts de final de la mateixa contra la subcampiona; i llur actuació en parella fou menys reeixida encara.
| −  | Nom             | Club             |
| -- | --------------- | ---------------- |
| 15 | Álvaro Escrivà  | Orba             |
| 19 | Álvaro Francés  | Petrer           |
| 17 | Amparo Martí    | Borbotó          |
| 17 | Ana Puertes     | Beniparrell      |
| 17 | Ana Sanchis     | Borbotó          |
| 19 | Anabel Castelló | Borbotó          |
| 19 | Joana Martínez  | Tavernes         |
| 17 | José Luis Calvo | Benidorm         |
| 19 | Josep Roig      | Orba             |
| 15 | Fanni Mas       | Beniarbeig       |
| 15 | Francisco Juan  | Benidorm         |
| 15 | Julio Iváñez    | Tibi             |
| 17 | Julio Palau     | Alginet          |
| 15 | Mar Giménez     | Bicorb           |
| 19 | Marta Tendero   | Borbotó          |
| 19 | Pablo Salvador  | Borbotó          |
| 17 | Sacha Kruithof  | Orba             |
| 17 | Seve Murillo    | Alcàntera/Càrcer |
| 15 | Victoria Díez   | Borbotó          |

## II Campionat d'Europa de Jóvens
Un altre municipi piemontés, Casal Monfrà, acollí les competicions juvenils durant els dies 14, 15 i 16 de juliol: la selecció valenciana s'entrenà durant la setmana anterior a Benidorm i Massamagrell abans d'eixir dimarts 13 en cotxe de línia cap a Itàlia; després de quinze hores de trajecte, el grup aplegà al sendemà a les 9 del matí i, en acabant de desdejunar-se, feren un poc d'entrenament i piscina.
El primer dia de competició, dimecres 14, començà amb una cerimònia inaugural a les 19 hores per a les cinc delegacions participants (Bèlgica, França, Itàlia, Països Baixos i València) i les primeres partides de One Wall a les 21 hores, les quals guanyaren en quasi totes les categories. La segona jornada mamprengué el joc internacional, en el qual el combinat valencià guanyà el belga 5 per 4 però perdé front l'italià 5 a 0.
L'últim dia de matí, Itàlia guanyà el joc internacional amb 11 punts, seguida de València (empatada a huit punts amb Bèlgica, però amb l'avantatge d'haver-los guanyat en competició), Holanda (3) i França (0). Per la vesprada, les seleccions femenines sub-15 i sub-17 guanyaren en llurs categories, seguides en ambdós casos d'Holanda, Bèlgica i Itàlia; el grup sub-19 quedà segon després d'Holanda, seguit per belgues i italianes. així, la selecció valenciana fon proclamada campiona absoluta tant en la competició femenina com en la masculina (primera en One Wall sub-15 i sub-17 i segona en sub-19 i joc internacional).
Dos setmanes després, el 27 de juliol la selecció i llurs entrenadors, Vicent Molines i Ana Belén Giner, foren rebuts en la Conselleria d'Esports pel Conseller Marzà, el Director General d'Esports i el President de la Federació, i el 30 de juliol per la Diputada d'Esports i Igualtat de València Isabel García Sánchez en el Palau de la Batlia.

## Campionat del Món de Calgary
Pocs dies abans del Mundial de Dublín en octubre del 2012, el World Handball Council anuncià que el Campionat del Món de Pilota a Mà següent tindria lloc a la capital d'Alberta, Calgary.
Cinc pilotaris valencians viatjaren fins a Calgary per a disputar el mundial de One Wall i pilota irlandesa: les germanes Anna i Majo de Borbotó, Mónica de Massamagrell, Sacha d'Orba i Sara de Godelleta: les germanes Giner de Borbotó guanyaren la final de parelles de la categoria B contra les novaiorqueses Lian Xin i Tina Johnson; a més, Anna guanyà la final individual de la mateixa categoria davant Mónica, i Sacha la final sub-17 masculina front a l'irlandés Jamie Kelly. la nord-americana Danielle Daskalakis guanyà la competició individual absoluta front a la seua compatriota Sandy Ng, junt amb la qual també guanyà la final absoluta de parelles contra Karen McConney i Lorraine Havern. En hòmens, el campió individual absolut fon el washingtonià Sean Lenning, seguit pel novaiorqués Victor Lopierre; en dobles, la parella de Brooklyn formada per Joseph Kaplan i William Polanco guanyaren els també novaiorquesos Andrés Calle i Timothy González.
Els irlandesos, per la seua banda, foren els dominadors de la competició de pilota gaèlica: en la categoria absoluta, el multicampió Paul Brady aconseguí el campionat del món que en fa cinc seguits al guanyar la final contra Killian Carroll i Aisling Reilly aconseguí el triomf absolut tant en parella amb Martina McMahon com a soles, front a Catriona Casey.
| A.   | Figura      | Llinatge                 | Poble         |
| ---- | ----------- | ------------------------ | ------------- |
|      | Álvaro      | Álvaro López Cremades    | Tibi          |
| 1983 | Anna        | Ana Belén Giner Fácila   | Borbotó       |
| 1987 | Fageca      | Ismael Vidal Soneira     | València      |
| 1979 | Fèlix       | Fèlix Peñarrubia Larrosa | Dénia         |
|      | Majo        | María José Giner Facila  | Borbotó       |
|      | Mónica      | Mónica Moya Caballero    | Massamagrell  |
| 1989 | Nacho       | Ignacio Chacón Dalmau    | Beniparrell   |
| 1992 | Pablo       | Pablo Vidal Climent      | Sella         |
|      | Pepet       | José Sánchez Domènech    | Alfara del P. |
| 1994 | Pere Roc II | Rodrigo Sebastià Alonso  | Benidorm      |
| 1986 | Raül        | Raúl Cervera Giménez     | Godelleta     |
|      | Víctor      | Víctor Bueno Gimeno      | Meliana       |

## IX Campionat d'Europa de Maubeuche
L'1 de setembre, la Federació valenciana feu pública la llista de participants del seleccionador Pigat II per a l'europeu de Maubeuche del 17 al 19 de setembre, composta quasi tota per professionals en nòmina de ValNet —entre els quals Genovés II, Puchol II i Santi– i amb Nacho de Beniparrell, Raül i Sara de Godelleta com a suplents: Raül entrà en substitució de Puchol II, que fou baixa per una molèstia en el muscle, però Santi, de baixa per lesió, fon suplit per Álvaro de Tibi, banca en el joc a llargues. La vespra del viatge, Genovés II es lesionà durant una partida en Onda i hagué de ser rellevat per Nacho; l'expedició eixí el 16 de setembre a la 1 del migdia des de l'aeroport de Manises.
El mateix dia de vesprada, les seleccions participants (Bèlgica, França, Itàlia, Països Baixos, Portugal, Regne Unit i València) varen ser rebudes a l'ajuntament per l'alcalde i ex pilotaire Arnaud Decagny i el president de la CIJB, Daniel Sanjuán. En la primera jornada, dijous 17, l'equip titular de Pere Roc II, Pablo, Pepet, Fèlix i Víctor per a joc internacional se situà primer en la classificació provisional en guanyar 6 a 3 els belgues i 6 a 2 els neerlandesos, mentre estos i els francesos guanyaren una partida cada un; Pablo va ser substituït per Fageca per a la tercera partida, guanyada 6 a 3, contra l'equip francés; i amb la quarta victòria, 6 a 0 contra els britànics, la selecció valenciana es proclamà campiona en esta modalitat.
Al sendemà, les germanes Giner de Borbotó guanyaren totes les partides de One Wall femení: 2 sets a 1 contra les neerlandeses i 2 a 0 contra les belgues en la fase de grups; 2 a 0 front a Itàlia en semifinals i 2 a 1 de nou contra Països Baixos en una final molt disputada. En canvi, els hòmens foren eliminats d'eixa modalitat en la fase classificatòria: Pepet i Víctor perderen contra Països Baixos i Pablo i Pere Roc contra Bèlgica, la qual guanyà la final contra l'equip neerlandés en l'últim set.
L'últim dia tingué lloc la competició de llargues: Álvaro, Nacho, Pablo, Pere Roc i Raül es classificaren per a la final després de véncer a Regne Unit (en partida sabatera), França (5 per 3) i Països Baixos (5 a 2), però varen perdre —amb Fageca per Raül– 5 per 1 contra els belgues Benjamin, Dimitri, Guillaume, Christophe, Nicolas, Keirin i Donatien. Acabat el campionat, Bèlgica i València comptaven amb dos medalles d'or i una de plata cada u, seguits per Països Baixos (dos d'argent i una de bronze) i França (dos de bronze), però la selecció belga s'adjudicà el campionat per punts. La diputada Isabel García anà a rebre la selecció només aterrar a València.

## V Copa de Campions de Llargues
L'equip d'Agost (Alacantí) integrat per Ramón Castelló, Sergi Belda, José A. Carbonell, Esteban Sevilla, Miguel Ángel, Álvaro López, Rafael Mira, Lluís Mira i Alejandro Castelló, guanyadors de la XXIII Lliga a Palma, representà València en la V Champions de Llargues disputada en la província de Frísia (Països Baixos), en la qual també competiren els equips de Baasrode, Kerjsken, Maubeuche, Old Stars, Txost (Oiartzun), Winzum i dos combinats neerlandesos. Després de dos jornades eliminatòries a Berltsum i Easterein, en les quals la selecció valenciana perdé 6 a 2 contra Països Baixos i 6 a 3 contra Baasrode, els flamencs de Kerjsken guanyaren la final 8 a 0 contra l'equip holandés a Frjentsjer i s'emportà el trofeu per tercer any seguit.

## Torneig Panamericà de Mendoza
El torneig panamericà de la CIJB tingué lloc del 8 a l'11 d'octubre a Mendoza en les modalitats de joc internacional, llargues, one wall i la modalitat local i les seleccions de l'Argentina, Colòmbia i Mèxic com a favorites.

## I Open de Massamagrell
El mateix cap de setmana se celebrà el primer Obert Internacional de One Wall a Massamagrell, amb més de cent participants de diferents països, entre els quals quaranta-huit valencians: en les finals per parelles del diumenge, Julio d'Alginet i Seve d'Alcàntera guanyaren la categoria B masculina, mentres que les Giner de Borbotó varen perdre contra Miranda i Monroe; Amparo guanyà la final individual femenina B i Pasqual de la Pobla la masculina. En les categories A, els estatunidencs Yolanda Monroe i William Polanco varen guanyar les respectives finals individuals contra la neerlandesa Miranda Scheefer i Sacha d'Orba. Acabada la competició, el comité del Wallball Pro Tour signà un contracte de patrocini de l'European Wallball Pro Tour per dos anys amb la marca EDTL.

## Congrés de Clubs de Godelleta
Dissabte 31 d'octubre tingué lloc una jornada d'àmbit estatal intitulada Clubs, vertebradors de futur amb representació de clubs d'Almeria, el Campello, Euskadi, Navarra, País Basc, la Rioja ponències d'Aureli López, Dani Arnau, José Daniel Sanjuán, Josep Miquel Moya, Martines, Ramón Sedeño, Sebastià Giner i Vicent Malonda i l'assistència del president de la Federació Andalusa de Pilota Francisco Ros, el professor riojà Gonzalo Merino i l'investigador basc Tiburcio Arraztoa, autor de tres llibres sobre la modalitat de laxoa.